# Elmera
Elmera es un género con dos especies de plantas de flores de la familia Saxifragaceae. 

## Especies seleccionadas
- Elmera racemosa
- Elmera racemosa var. puberulenta

- Datos: Q16324505
- Multimedia: Elmera / Q16324505
- Especies: Elmera